# Heinrich Hornung
Heinrich Kurt Felix August Ernst Hornung (* 26. Januar 1900 in Erndtebrück, Kreis Wittgenstein; † 24. November 1981 in Kassel) war ein deutscher Mediziner.
Er war Oberstabsarzt, Oberregierungs- und Medizinalrat in Kassel sowie Dozent für Öffentliches Gesundheitswesen und Arzneimittelgesetzeskunde an der Philipps-Universität Marburg. Bekannt wurde er als Initiator und wissenschaftlicher Begleiter des ersten deutschen Versuchs zur Trinkwasserfluoridierung im Kasseler Ortsteil Wahlershausen.

## Leben und Werk
Hornungs Eltern waren der praktische Arzt, späterer „aktiver Militärarzt“ und Regierungsmedizinalrat Julius Albert Heinrich Victor Hornung (1868–1958) und dessen Ehefrau Helene (1877–1966) geb. Bauermeister. Zu den bekannten Vorfahren väterlicherseits gehört laut Hornung der Maler Lucas Cranach. Nach Schulbesuch im Kadettenhaus Wahlstatt bei Liegnitz (heute Legnica), im Augusta-Viktoria-Gymnasium in Posen und Schulpforta bei Naumburg bestand Hornung im Sommer 1918 die Notreifeprüfung und trat als Fahnenjunker bei der Nachrichten-Ersatz-Abteilung 3 in Frankfurt an der Oder ein. Vom Heeresdienst als Unteroffizier entlassen, begann er an der Universität Halle ein Medizinstudium und bestand im Sommer 1921 an der Universität Freiburg die ärztliche Vorprüfung. Die ärztliche Prüfung legte er am 23. Juni 1924 in Leipzig ab, nachdem er dort – und zuvor für ein Semester in München – sein Medizinstudium fortgesetzt hatte. Seine Promotion zum Dr. med. erhielt er 1925 (unter Richard Kockel) im Institut für gerichtliche Medizin der Universität Leipzig mit einer Dissertation über Die forensische Bedeutung des Hellsehens und der Gedankenübertragung. Mit dieser Arbeit bemühte er sich die Parapsychologie zu widerlegen, die sich damals auch über die Kriminaltelepathie als Wissenschaft zu profilieren suchte.
Nach einer Tätigkeit als Standortarzt in Eisenach, wo er im Diakonissenhaus eine Nebenausbildung als Chirurg wahrnahm, wurde er zum 1. April 1933 als Stabsarzt der 5. Württembergischen Sanitätsabteilung zur Fachausbildung in Hygiene an das Hygiene-Institut der Universität Freiburg kommandiert. Von hier berichtete er 1935 über eine Typhus-Epidemie im Schwarzwald, die durch eine Verunreinigung von Trinkwasser mit Fäkalien hervorgerufen worden war und über „Zephirol, ein neues Desinfektionsmittel.“ Zwischen 1936 und 1940 beteiligte er sich als Oberstabsarzt bei der hygienischen Untersuchungsstelle des Wehrkreises X, deren Gebiet Norddeutschland von Emden bis Lübeck und von Flensburg bis zum Steinhuder Meer umfasste, an der Untersuchung der Blutgruppen von über 100.000 Soldaten um die „Beziehung der Blutgruppen zu rassischen Merkmalen“ zu eruieren.
Aus der Hygienischen Untersuchungsstelle der Wehrmacht für das Protektorat Böhmen und Mähren, wo er 1940 als Hygieniker und Divisionsarzt eingesetzt war, berichtete Hornung über Fälle von „Buday-Sepsis“, bei der der Erreger nur schwer nachweisbar ist. Im Jahr 1943 habilitierte er sich an der Karls-Universität in Prag und wurde 1944 zum Dozenten ernannt. Sein Verhalten in Prag wurde später als „von Kollegialität geprägt“ beschrieben und er selbst als „kultivierter Mensch“ empfunden, der z. B. Smetana schätzte. Ab Oktober 1944 war er beratender Hygieniker beim Heeresarzt.
Im Januar 1945 fasste er Berichte über die „Gesundheitsfürsorge durch die deutsche Wehrmacht für die Zivilbevölkerung in den besetzten Gebieten“ (Niederlande, Belgien, Frankreich, Balkan, Griechenland, Italien, Sowjetrussland) zusammen. Hier beschrieb er fast idyllische Verhältnisse, die aufgrund des hohen ethischen Stands des deutschen Arztes, seinen Forscherdrang und Organisationsgabe zustande kämen, sowie durch dessen Bereitschaft „in selbstlosester Weise sein ärztliches Können auch den Fremdvölkern zur Verfügung zu stellen, zumal in den meisten Ländern einerseits die ärztliche Ausbildung, andererseits auch die Organisation der Gesundheitsführung keineswegs dem Niveau der deutschen entsprach.“ Überall seien mit begeistertem Einsatz Impfungen (Tuberkulose, Masern, Typhus etc.) durchgeführt, die Versorgung mit hygienisch einwandfreiem Wasser sichergestellt und Medikamente wie Impfseren großzügig aus dem Reich geliefert worden. Die „ungeheuer segensreichen“ Tätigkeiten des deutschen Sanitätsoffiziers seien von „garnicht zu ermessendem Segen für Europa, ja für die ganze Menschheit gewesen.“
Am 3. August 1945 wurde Hornung aus amerikanischer Kriegsgefangenschaft entlassen und ließ sich in Kassel nieder. Seine Ehefrau Margarete (geb. Gievers, 1898–1988), mit der er seit 1927 verheiratet war und inzwischen vier Kinder hatte, war in Kassel geboren und aufgewachsen. Ab Wintersemester 1945 lehrte er an der Universität Marburg Öffentliches Gesundheitswesen sowie Apotheken- und Arzneimittelgesetzeskunde. Gleichzeitig war er Medizinaldezernent beim Regierungspräsidenten in Kassel und dort ab Dezember 1945 Leiter der Abteilung Öffentliche Gesundheit. Aufgrund wiederholter Anzeigen seiner früheren Vermieterin in Hamburg wurden 1946 von der Spruchkammer II in Kassel Voruntersuchungen über „seine Einstellung zum Nationalsozialismus und seine Mitwirkung bei der Aufrichtung und Stützung des Hitler-Regimes“ eingeleitet. Das Spruchkammerverfahren wurde im August 1947 eingestellt, da er vom „Gesetz zur Befreiung von Nationalsozialismus und Militarismus“ nicht betroffen war.
Zum 1. Januar 1949 trat Wilhelm von Drigalski, Leiter der Medizinalabteilung des hessischen Innenministeriums, in den Ruhestand. In der vorausgegangenen Diskussion um Vertreter bzw. mögliche Nachfolger hatte das Landespersonalamt Heinrich Hornung vorgeschlagen. Von Drigalski favorisierte aber Hans von Behring, Träger eines berühmten Namens, auch wenn dieser im Gegensatz zu Hornung noch keine „Erfahrung in der staatlichen ärztlichen Verwaltung“ hatte.
Nachdem Maria Daelen, Referentin in der Medizinalabteilung, im April 1949 ihren Bericht über ihre Studienreise durch die USA verfasst hatte, schrieb Hornung in ähnlicher Form über die Gesundheitspolitik in den USA, präsentierte Standpunkte in der dortigen Diskussion über eine Einführung der Sozialversicherung, äußerte sich über Fluor, und erweckte so den Eindruck, dass auch er selbst sich auf einer Reise in die USA informiert habe. In den USA entwickele sich jetzt „eine staatliche Public Health Organisation von gewaltigem Ausmaß.“ Trotz Einflussnahme der amerikanischen Besatzungsmacht auf die Gesundheitspolitik in Deutschland gelang es hier aber doch, große Teile einer gewachsenen Tradition weiterzuführen, auch wenn die Sozialversicherung mit wirtschaftlichen und organisatorischen Problemen zu kämpfen hat und es den Angehörigen von Gesundheitsberufen nicht leicht möglich sei, ihre wirtschaftlichen Forderungen mit Streiks „durchzudrücken“.
Aktiv bezog Hornung zu zwei sehr kontrovers diskutierten Themen Stellung: die BCG-Impfung zum Schutz vor Tuberkulose und die Fluoridierung von Trinkwasser zur Prophylaxe der Zahnkaries. Dabei richtete er in Kassel die erste Anlage zur Trinkwasserfluoridierung Europas ein. Im Alter von 60 Jahren erhielt er am 21. Oktober 1960 noch seine Ernennung zum außerplanmäßigen Professor und trat vorzeitig „aus Gesundheitsrücksichten in den Ruhestand“. Er betreute aber noch weiter den Fluoridierungsversuch bis dieser „nach 19 Jahren segensreichen Wirkens“ im März 1971 von den Städtischen Werken Kassel „aus gesetzlichen und gesundheitlichen Erwägungen“ eingestellt wurde.

## BCG-Schutzimpfung in Kurhessen
Im Jahr 1948 wurde in Hessen mit Hilfe des Dänischen Roten Kreuzes eine BCG-Schutzimpfung der Schulkinder zum Schutz vor Tuberkulose durchgeführt, die von der Medizinalabteilung des hessischen Innenministeriums in enger Zusammenarbeit mit den Regierungsbezirken in die Wege geleitet worden war und auf freiwilliger Basis erfolgte. Seine bei den Aufklärungskampagnen gewonnenen praktischen Erfahrungen im Regierungsbezirk Kassel (Kurhessen), der in 18 Stadt- bzw. Landkreisen insgesamt 1.260.000 Einwohner hatte, stellte Hornung 1950 zusammen. Unter Beteiligung eines „dänischen Komitees mit großen Erfahrungen“ wurden zunächst Amtsärzte und Lungenfachärzte in Vorträgen und Versammlungen über die Grundlagen aufgeklärt und so „eine Reihe von Experten gewonnen“, die in weiteren Versammlungen Ärzte, Lehrer und zuletzt Eltern zu informieren suchten. Dass am Ende die Beteiligung der Bevölkerung an der Impfung in den einzelnen Kreisen sehr unterschiedlich war, führte Hornung auf Widerstand aus „Laienkreisen“ und „auch von einzelnen Ärzten“ zurück, deren Argumente gegen die Schutzimpfung „im Grunde genommen meist dieselben waren.“ Anhand einiger Beispiele erläuterte er in seinem Bericht, mit „welchen Schwierigkeiten zu kämpfen war, um die Schutzimpfung durchzudrücken.“ So sei von den Impfgegnern der „nicht erwiesene Nutzen“ angeführt worden, ferner das Argument, dass Erfolge und Verträglichkeit bei der unterernährten deutschen Bevölkerung nicht wie bei den Aktionen im Ausland erwartet werden könnten und es sei auch auf das Lübecker Impfunglück verwiesen worden. Nach dem Hinweis, dass sich selbstverständlich „auch die Naturapostel meldeten“, scheint es Hornung zweckmäßig, „dieses Laiengewäsch niedriger zu hängen, damit man die Lehre aus diesen Vorkommnissen ziehen kann, dass unsere Gesundheitsführung daran krankt, dass wir in Deutschland viel zu wenig für Aufklärung in gesundheitlichen Fragen getan haben. Die Gesundheitserziehung des Volkes muss bereits in der Schule so intensiv erfolgen, dass derartige Propheten von vornherein von der Bevölkerung ausgelacht werden. Es müsste uns hierzu der Amerikaner mit seinem intensiven ‚Public Health Education‘ Programm als Vorbild dienen.“

## Publikationen (Auswahl)
- Die forensische Bedeutung des Hellsehens und der Gedankenübertragung. Vogel, Leipzig 1925 (zugleich Dissertation); Archiv für Kriminologie Band 76, Nr. 4, Februar 1925, S. 247.
- Eine Trinkwasser-Typhusepidemie im Schwarzwald. In: Archiv für Hygiene und Bakteriologie. Band 113, 1935, S. 158.
- Zephirol, ein neues Desinfektionsmittel. In: Zeitschrift für Immunitätsforschung. Band 84, Nr. 2/3, 1935, S. 119.
- Zur Desinfektionsmittelfrage. In: Münchner Medizinische Wochenschrift. Band 66, Nr. 32, August 1939, S. 1230.
- Über die Beziehung der Blutgruppen zu rassischen Merkmalen. In: Münchner Medizinische Wochenschrift. Band 87, Nr. 5, 1940, S. 125.
- Zur Kenntnis unklarer Sepsisfälle (Bacillus Buday-Sepsis). In: Die Medizinische Welt. Band 14, 1940, S. 1278.
- Gesundheitsfürsorge durch die deutsche Wehrmacht für die Zivilbevölkerung in den besetzten Gebieten. Auf Grund von Berichten und Aktenunterlagen zusammengestellt von Oberstabsarzt Dozent Dr. med. habil. Heinrich Hornung, Hygieniker beim Heeresarzt. Januar 1945. Sanitätsakademie der Bundeswehr, Fachinformationsstelle und virtuelle Bibliothek. München.
- USA und die Sozialversicherung. Amerikanische Argumente im Widerstreit. In: Der öffentliche Gesundheitsdienst. Band 11, Nr. 6, September 1949, S. 219
- Erdstrahlen, Wünschelrute und Krankheiten. In: Der deutsche Badebetrieb. Nr. 8, 1949, S. 222.
- Zur Gewerbefreiheit im Apothekenwesen. In: Der öffentliche Gesundheitsdienst. Band 11, Nr. 7, Oktober 1949, S. 241.
- Gesundheitswesen und Gewerkschaft. Nach einem gekürzten Referat zur 1. Konferenz der Fachabteilung IV der Gewerkschaft Öffentliche Dienste, Transport und Verkehr 1949 in Bad Nauheim. In: Zeitschrift für Sozialhygiene. Band 2, Nr. 3, März 1950, S. 77.
- Die BCG-Schutzimpfung in Kurhessen. In: Zeitschrift für Immunitätsforschung Band 107, 1950, S. 126.
- Trinkwasser, Fluor und Zahnkaries. In: Der Öffentliche Gesundheitsdienst. Band 11, Nr. 11, Februar 1950, S. 379.
- Die Prophylaxe der Zahnkaries durch Fluorzusatz zum Trinkwasser. In: Das Deutsche Gesundheitswesen. Band 5, Nr. 2, Februar 1950, S. 48.
- Apotheken- und Arzneimittelgesetzeskunde; mit geschichtlicher Rückschau. Vorlesungen, gehalten an der Philipps-Universität Marburg. Deutscher Apotheker-Verlag, Stuttgart 1955.